# Győrszemere
Győrszemere is een plaats (község) en gemeente in het Hongaarse comitaat Győr-Moson-Sopron. Győrszemere telt 2970 inwoners (2001).